# Bathyspinula excisa
Bathyspinula excisa is een tweekleppigensoort uit de familie van de Bathyspinulidae. De wetenschappelijke naam van de soort is voor het eerst geldig gepubliceerd in 1844 door Philippi.